# سيغورد هويل
سيغورد هويل (بالنرويجية البوكمول: Sigurd Hoel)‏ (15 أغسطس 1897 – 21 يوليو 1977) هو ملاكم نرويجي راحل، مثّل بلاده في الألعاب الأولمبية الصيفية 1920.

## روابط خارجية
سيغورد هويل على موقع أوليمبيديا (الإنجليزية)